# بوگداشیچی
بوگداشیچی (به لاتین: Bogdašići) یک منطقهٔ مسکونی در مونته‌نگرو است که در شهرداری تیوات واقع شده‌است. بوگداشیچی ۵۷ نفر جمعیت دارد.